# Pantelosaure
El pantelosaure (Pantelosaurus saxonicus) és una espècie extinta de sinàpsid de la família dels paleohattèrids que visqué en allò que avui en dia és l'Europa central durant el Permià inferior, fa aproximadament 296 milions d'anys. Se n'han trobat restes fòssils a la formació de Döhlen (Alemanya), on és gairebé l'únic vertebrat present. Les corones dentàries són rectes i no estan estructurades. El nom genèric Pantelosaurus significa ‘llangardaix complet’, mentre que el nom específic saxonicus significa ‘saxó’.